# Психеделична музика
Психеделичната музика е музикален жанр, за който няма строга дефиниция. Характерни за него са ладовете; езотеричните текстове, в които често се говори за сънища, видения или халюцинации; дългите песни и проточените инструментални сола; както и ефекти като дисторшън, ривърбове и др. Тази музика често е вдъхновена от действието на психоактивни вещества като канабис, псилоцибин, мескалин и най-вече ЛСД. Някои от известните групи, които са имали психеделични периоди, са Дорс, Пинк Флойд, Лед Цепелин, Бийтълс, Бийч Бойс, Грейтфул Дед, The Jimi Hendrix Experience, Ху, Джанис Джоплин, Ролинг Стоунс Porcupine Tree и др.
Психеделичната музика обхваща различни стилове, като психеделичен фолк, психеделичен рок, психеделичен поп, психеделичен соул.